# 2026-os labdarúgó-világbajnokság-selejtező (UEFA – C csoport)
A 2026-os labdarúgó-világbajnokság európai selejtező, C csoportjának eredményeit tartalmazó lapja. A csoportban a csapatok körmérkőzéses, oda-visszavágós rendszerben játszanak egymással. A csoport győztese kijut a világbajnokságra, a csoport második helyezettje pótselejtezőn vesz részt.
A csoportban Dánia, Görögország, Skócia és Fehéroroszország szerepel. Dánia a Nemzetek Ligája 3. negyeddöntőjének veszteseként került a csoportba.

## Tabella
| Hely. | Csapat           | M | Gy | D | V | G+ | G– | Gk | P | Továbbjutás                      |         | Dánia     | Görögország | Skócia    | Fehéroroszország |
| ----- | ---------------- | - | -- | - | - | -- | -- | -- | - | -------------------------------- | ------- | --------- | ----------- | --------- | ---------------- |
| 1.    | Dánia            | 0 | 0  | 0 | 0 | 0  | 0  | 0  | 0 | Kijut a 2026-os világbajnokságra |         | —         | okt. 12.    | szept. 5. | nov. 15.         |
| 2.    | Görögország      | 0 | 0  | 0 | 0 | 0  | 0  | 0  | 0 | Pótselejtezőn vesz részt         |         | szept. 8. | —           | nov. 15.  | szept. 5.        |
| 3.    | Skócia           | 0 | 0  | 0 | 0 | 0  | 0  | 0  | 0 |                                  |         | nov. 18.  | okt. 9.     | —         | okt. 12.         |
| 4.    | Fehéroroszország | 0 | 0  | 0 | 0 | 0  | 0  | 0  | 0 |                                  | okt. 9. | nov. 18.  | szept. 8.   | —         |                  |

## Mérkőzések
A csoportok sorsolását 2024. december 13-án tartották Zürichben. A menetrendet az UEFA a sorsolást követően, aznap közzétette. Az időpontok közép-európai idő szerint, zárójelben helyi idő szerint értendők.
| 2025. szeptember 5. 20:45 (21:45 UTC+3) |

| Görögország | – | Fehéroroszország |
| ----------- | - | ---------------- |
|             |   |                  |

|  |

| 2025. szeptember 5. 20:45 |

| Dánia | – | Skócia |
| ----- | - | ------ |
|       |   |        |

|  |

| 2025. szeptember 8. 20:45 |

| Fehéroroszország | – | Skócia |
| ---------------- | - | ------ |
|                  |   |        |

|  |

| 2025. szeptember 8. 20:45 (21:45 UTC+3) |

| Görögország | – | Dánia |
| ----------- | - | ----- |
|             |   |       |

|  |

| 2025. október 9. 20:45 |

| Fehéroroszország | – | Dánia |
| ---------------- | - | ----- |
|                  |   |       |

|  |

| 2025. október 9. 20:45 (19:45 UTC+1) |

| Skócia | – | Görögország |
| ------ | - | ----------- |
|        |   |             |

|  |

| 2025. október 12. 18:00 (17:00 UTC+1) |

| Skócia | – | Fehéroroszország |
| ------ | - | ---------------- |
|        |   |                  |

|  |

| 2025. október 12. 20:45 |

| Dánia | – | Görögország |
| ----- | - | ----------- |
|       |   |             |

|  |

| 2025. november 15. 20:45 (21:45 UTC+2) |

| Görögország | – | Skócia |
| ----------- | - | ------ |
|             |   |        |

|  |

| 2025. november 15. 20:45 |

| Dánia | – | Fehéroroszország |
| ----- | - | ---------------- |
|       |   |                  |

|  |

| 2025. november 18. 20:45 |

| Fehéroroszország | – | Görögország |
| ---------------- | - | ----------- |
|                  |   |             |

|  |

| 2025. november 18. 20:45 (19:45 UTC+0) |

| Skócia | – | Dánia |
| ------ | - | ----- |
|        |   |       |

|  |